# Xanthosoma granvillei
Xanthosoma granvillei är en kallaväxtart som beskrevs av Thomas Bernard Croat och Thomps. Xanthosoma granvillei ingår i släktet Xanthosoma och familjen kallaväxter.
Artens utbredningsområde är Franska Guyana. Inga underarter finns listade.